# Abenakiit-(Ce)
Abenakiit-(Ce) – minerał złożony z sodu – 20,41% (ceru, neodymu, lantanu, prazeodymu, toru, samaru) – 29,51%, krzemu – 5,75%, fosforu – 6,35%, węgla – 2,46%, siarki – 1,10%, tlenu – 34,42%. Rozpuszczalny w kwasie solnym. Nazwa pochodzi od Abenaków, algonkińskiego plemienia Indian z Nowej Anglii.